# Détachement du service militaire adapté de Périgueux
Le Détachement du service militaire adapté de Périgueux, créé en 1995, est la première unité française du Service militaire adapté (SMA) en métropole.

## Historique
Le Service militaire adapté (SMA) s'est étendu dans les territoires d'outre-mer et certaines collectivités territoriales,. Après la dissolution en 1994 du 5e régiment de chasseurs à cheval garni à la caserne Daumesnil de Périgueux, le maire de la ville, Yves Guéna, initie la création d'un détachement du service militaire adapté,,. Installé dans une partie des locaux du quartier Daumesnil, le détachement est fondé le 1er août 1995,, accueille ses premiers stagiaires le 1er décembre 1995, puis est inauguré le 26 janvier 1996 par le ministre de l'Outre-mer Jean-Jacques de Peretti, ce qui en fait la première unité française du SMA en métropole.
L'unité est destinée à dispenser aux jeunes originaires de l'Outre-mer des formations professionnelles non représentées localement, le tout dans un cadre militaire. Les principales formations issues du partenariat avec le ministère de la Défense étaient celles d'agent de tourisme polyvalent et d'électricien du bâtiment,. La formation professionnelle et militaire s'effectuait sur douze mois. La fin de la période de formation était sanctionnée par un diplôme de niveau 5, agréé par le ministère du Travail et validé par l'Association pour la formation professionnelle des adultes (AFPA) et l'Agence nationale pour l'insertion et la promotion des travailleurs d'outre-mer (ANT). Le taux d'attrition s'élève à Périgueux à environ 25 %, à cause de sa distance géographique, empêchant les sept volontaires techniciens et quarante-cinq stagiaires que forme le détachement à venir en Dordogne.
Entre 1995 et 2002, le taux de réussite aux examens de validation des compétences professionnelles est, en moyenne, proche de 98 %. Le taux de reclassement des stagiaires est de 85 %.
En 2004, le taux d'insertion des volontaires du DSMA de Périgueux s'élève à 58,1 %, pour une moyenne de 72,9 % dans les autres SMA.
Le commandant du DSMA était le capitaine Pierre-Michel Paoletti depuis le 16 juillet 2015, secondé par l'adjudant-chef Diaz, anciennement précédé du capitaine Augé et du chef de bataillon Philippe Le Calvé. Le commandant actuel est le capitaine Chouilly et son officier adjoint le capitaine Passani. Cependant le chef de corps du détachement est le chef d'état-major du commandement du Service militaire adapté.
En 2015, le DSMA de Périgueux compte environ cent stagiaires.
En 2013, le détachement reçoit 20 000 euros HT dans le cadre du droit des marchés publics.